# Залесье Первое
Залесье Первое (укр. Залісся Перше) — село в Каменец-Подольском районе Хмельницкой области Украины.
Население по переписи 2001 года составляло 1188 человек. Почтовый индекс — 32334. Телефонный код — 3849. Занимает площадь 2,418 км².

## История
В 1945 г. Указом Президиума ВС УССР село Фридровцы переименовано в Залесье.

## Местный совет
32334, Хмельницкая обл., Каменец-Подольский р-н, с. Залесье Первое, ул. Грушевского, 50